# فاکس‌تل
فاکس‌تل (به انگلیسی: Foxtel Management Pty Limited) یک شرکت استرالیایی با پرداخت هزینه در استرالیا است که برای تلویزیون کابلی، تلویزیون مستقیم ماهواره ای با پخش مستقیم و سرویس‌های تلویزیون اینترنتی فعالیت می‌کند. این شرکت در سال ۱۹۹۵ از طریق سرمایه‌گذاری مشترک بین شرکت نیوزکوروپیشن (در حال حاضر News Corp؛ از طریق News Limited، هم‌اکنون News Corp استرالیا) و Telstra تشکیل شده‌است که با ۶۵ درصد و Telstra به ترتیب ۳۵ درصد سهامداران هستند.